# Yichuan Chaolang
Yichuan Chaolang (義川超朗; ur. przed 1595, zm. 1656) – chińska mistrzyni chan szkoły linji.

## Życiorys
Pochodziła z Nanxun. Była jedyną córką pani Li (zm. 1632) i Donga Sizhao (zm. 1596 w wieku 21 lat).
Od urodzenia była bardzo wątła i słabego zdrowia. Zapewne dlatego broniła się przed małżeństwem i rozwinęła w sobie głębokie pragnienie praktyki religijnej. Jej matka postanowiła spełnić jej marzenie i wybudowała dla niej w 1644 r. mały klasztor (który w 1647 r. został rozbudowany i stał się normalnym conglin (chiński odpowiednik skt vindhyavany), żeńskim chanistycznym klasztorem pod nazwą Fushi).
W końcu Yichuan rozpoczęła praktykę u mistrzyni chan Qiyuan Xinggang. Po osiągnięciu oświecenia i otrzymaniu przekazu Dharmy, została opatką klasztoru Pradźni w Nanxuan.
Po śmierci Qiyuan Xinggang, na jej życzenie, Yichuan i Yigong Chaoke miały obie poprowadzić klasztor Fushi. Niestety w zaledwie 2 lata później mistrzyni Yichuan zmarła.

## Linia przekazu Dharmy
Pierwsza liczba oznacza pokolenie od Bodhidharmy.
Druga liczba oznacza pokolenie od Linjiego Yixuana.
Trzecia liczba oznacza początek nowej generacji w innym kraju
- 39/29. Huanyou Zhengchuan
  - 40/30. Xuejiao Yuanxin postanowił zrekreować szkołę yunmen
  - 40/30. Tianyin Yuanxiu (1575–1635)
    - 41/31. Ruo’an Tongwen (1604-1655)
    - 41/31. Shanci Tongji (1608–1645)
    - 41/31. Yulin Tongxiu (1614–1675)
      - 42/32. Maoxi Xingsen (1614–1677)
      - 42/32. Baisong Xingfeng (1612–1674)
      - 42/32.
        - 43/33. Meng’an Chaoge (1639–1708)
          - 44/34. Jialing Xingyin (1671–1726)

  - 40/30. Miyun Yuanwu (1566–1642) 12 spadkobierców
    - 41/31. Shiche Tongsheng (1593–1638) 3 spadkobierców
      - 42/32. Xigan Xingyuan (1609–1679)
      - 42/32. Qiyuan Xinggang (1597–1654) mistrzyni chan, 7 spadkobierczyń
        - 43/33. Yikui Chaochen (1625–1679) mistrzyni chan
        - 43/33. Yigong Chaoke (1615–1661) mistrzyni chan
        - 43/33. Yichuan Chaolang (zm. 1656) mistrzyni chan
        - 43/33. Yiyin Chaojian (zm. przed 1666) mistrzyni chan
        - 43/33. Puwen Chaoyuan (bd) mistrzyni chan
        - 43/33. Yiran Chaoshe (bd) mistrzyni chan
        - 43/32. Guding Chaozhen (bd) mistrzyni chan

    - 41/31. Chaozong Tongren (1604–1648)
    - 41/31. Muyun Tongmen (1599–1671)
    - 41/31. Poshan Haiming (1577–1666)
      - 42/32. Zhangrue Tongzui (1610–1693)

    - 41/31. Hanyue Fazang (1573–1635)
      - 42/32. Baochi Jizong (ur. 1606) mistrzyni chan
      - 42/32. Zukui Jifu (bd) mistrzyni chan
      - 42/32. Tanji Hongren (1599–1638)
      - 42/32. Yiqi Hongchu (1605–1672)
      - 42/32. Liu Daozhen (bd)
      - 42/32. Dingmu Hongche (bd)
      - 42/32. Jude Hongli (1600–1667)
        - 43/33. Huishan Jiexian (1610–1672)
        - 43/33. Bo’an Zhengzhi (1599–1676)

    - 41/31. Muchen Daomin (1596–1674)
      - 42/32. Shouzun Yuanzhao (1647–1729)
        - 43/33/1. Wietnam tradycja Nguyên Thiều w ramach szkoły lâm tế (czyli linji)

    - 41/31. Feiyin Tongrong (1593–1661) 64 spadkobierców
      - 42/32. Hanpu Xingcong (1610–1666)
      - 42/32. Baichi Xingyuan (1611–1662)
      - 42/32. Shujian Huihai (bd)
      - 42/32. Gengxin Xingmi (bd)
        - 43/33. Daozhe Chaoyuan (1602–1662) Japonia, Nagasaki.
          - 44/34/1. Bankei Yōtaku (1622–1793) był jego uczniem przez rok, otrzymał nawet inka, ale nie został jego spadkobiercą

      - 42/32. Yinyuan Longqi (1592–1673) szkoła ōbaku
        - 43/33. Yelan Xinggue (1613–1651)
        - 43/33. Yiran Xingrong (1601–1668)
        - 43/33. Huimen Rupei (1615–1664)